# Mighty Milky Way
Mighty Milky Way es un videojuego de acción y puzle para la Nintendo DSi. Es el segundo título después de Mighty Flip Champs! de la saga Mighty de WayForward Technologies. El juego fue lanzado a través de DSiWare el 9 de mayo de 2011 en Norteamérica y el 27 de mayo en Europa.
Mighty Milky Way ya no se encuentra a la venta desde la clausura de la Nintendo eShop en 2023. Otros juegos de la serie aún continúan en circulación, incluyendo Mighty Flip Champs! que se encuentra disponible en PlayStation Network.

## Jugabilidad
Mighty Milky Way encarga a los jugadores que guíen de forma segura a Luna, una extraterrestre que habla francés, hacia un portal al final de cada nivel, evadiendo enemigos y barriles eléctricos. Todos los nivels están repletos de pequeños planetas, cada uno con su propio centro de gravedad, el cual Luna caminará en sentido de las agujas del reloj a una velocidad controlada por el jugador. Al saltar de los planetas, en algunos casos destruyéndolos, Luna puede impulsarse a través del espacio en una dirección específica, a veces resultando influenciada por la gravedad de otro planeta. Saltar de un planeta también hará que los enemigos que habitan en él salgan volando de su órbita, los cuales pueden ser utilizados para destruir otros obstáculos. Al recolectar caramelos, Luna puede crear planetas adicionales para ayudarla a navegar secciones difíciles.

## Desarrollo
Mighty Milky Way fue desarrollado y distribuido por WayForward Technologies para la Nintendo DSi, y dirigido por Sean Velasco. Fue concebido originalmente como una «idea de jugabilidad experimental» para la DSi. Ciertos elementos fueron establecidos en este concepto, incluyendo el hecho de no poder controlar a Luna. El juego ha sido descrito como una «pseudo-secuela» de Mighty Flip Champs, citando que ambos juegos poseen «chicas protagonistas sexys, colores fuertes, jugabilidad de acción y puzle, monstruos amistosos co-estrellas, y una actitud caprichosamente extravagante». El título Milky fue elegido para asegurarse de que estos títulos pudieran permanecer juntos y a su vez diferenciarse de otros juegos. A pesar de no haber estado involucrados en el desarrollo de Flip Champs, Sean y su equipo buscaron averiguar qué fue lo que lo hizo único para poder aplicarlo a Milky Way. Él dijo que el acercamiento y alejamiento de los modelos le recordaba a los juegos Modo 7 de SNES. El arte del juego fue hecho por Erin Pellon, quien trabajó como artista contratado para el proyecto, y cuyo primer trabajo fue Mighty Milky Way. Cuando diseñaban a Luna, Velasco dijo que querían evocar una «una chica retro de los 50», notando que se fue volviendo menos retro a medida que el desarrollo progresaba. Velasco notó que el director creativo Matt Bozon era un aficionado de las protagonistas femeninas, lo cual impulsó personajes como Luna como protagonistas. La banda sonora fue compuesta por Jake Kaufman, quien también compuso la banda sonora de Flip Champs, ambas siendo lanzadas como parte de la «Banda sonora original de Mighty Flip Champs y Mighty Milky Way». El juego fue lanzado para su descarga a través de DSiWare el 9 de mayo de 2011 en Norteamérica y el 27 de mayo en Europa. Fue el último juego lanzado oficialmente para la Nintendo DS en Japón. Una versión mejorada del juego fue presentada en Game Night 6 en Giant Robot junto a otros juegos de WayForward, donde los jugadores pudieron jugar por solo una noche.

## Recepción y Legado
El juego recibió reseñas «favorables» de acuerdo al sitio agregador de reseñas Metacritic. El analista de IGN, Lucas M. Thomas, describió al juego como desafiante, y elogió su diseño inusual. Thomas dijo que el juego requiere varios intentos para cada nivel, pero «las frustraciones de Mighty Milky Way casi siempre se sienten del buen tipo».
Este juego es el único de la serie Mighty que es extremadamente raro debido a su disponibilidad exclusiva en la Nintendo DS y 3DS respectivamente. Debido a la clausura de la eShop el 27 de marzo de 2023,ya no se encuentra a la venta. Los únicos poseedores son los usuarios que lo hayan comprado antes de marzo de 2023 y el propio WayForward.